# 真相追擊
《真相追擊》（英語：The Closer）是一部美國警匪電視劇，由詹姆斯·达夫（James Duff）及谢泼得/罗宾公司（Shephard/Robin Company）為華納兄弟電視製作所創，於2005年6月在TNT台首播。
劇集讲述因經驗豐富兼破案率極高，因而得到「結案者」（the closer，即劇集英文原名）這個称号的女警探鍾白蘭（Brenda Leigh Johnson，姬娜·薛域飾），在洛杉磯警局中担任副總警監，率領重案組（Major Crimes Division，第1季前2集称为特别谋杀组，第四季前称为特别凶案组）。姬娜·薛域的演出大受好評，曾多次提名艾美獎、金球獎及美國演員工會獎，更於2007年在第64屆金球獎中贏得金球獎最佳劇情類電視劇女主角。
尽管在美国有线电视网中，该剧位居电视剧收视率排名榜首，但是于2011年7月11日开始的第7季将是它的最后一季。TNT台表示，该决定是由主演姬娜·薛域做出的。
2011年1月30日，媒体报道称，该剧的最后一季将追订6集，超出往常一季15集的惯例，最后的6集将用来引出衍生剧。2011年5月18日，TNT宣布将由饰演警监莎伦·瑞得的玛丽·麦克唐奈尔（Mary McDonnell）担纲出演名为《要案》（Major Crimes）的衍生剧。

## 劇情
每一集以鍾白蘭接手案子開始，中間和大部份警匪電視一樣，由她帶領手下去探案。在尾段大家把疑犯捉到盤問室後，鍾白蘭通常會利用她的南部口音及金髮，好讓疑犯低估她而犯下錯誤，到最後唯有招供。

## 角色
- 姬娜·薛域（Kyra Sedgwick）飾 布蘭達 · 李 · 強森（Brenda Leigh Johnson）

洛杉磯警局的副總警監，受訓於中情局，在劇集開始時率領特別兇案組（Priority Homicide Division），該組後改名為重案組。說話帶南部口音，嗜吃甜食，對生活上的事情很不擅長。曾與現在的長官包維爾有過一段婚外情，在第四季季尾與FBI探員何輝智結婚。
- J·K·西蒙斯飾 包維爾（William Pope）

警局的助理總警監（Assistant Chief），鍾白蘭的上司；曾與她有過一段婚外情
- Corey Reynolds（英语：Corey Reynolds） 飾 簡大衛（David Gabriel）

調查警司（Detective Sergeant），為鍾白蘭工作上的拍擋
- Robert Gossett（英语：Robert Gossett） 飾 Russell Taylor

警局的指揮官（Commander），主管搶劫及兇案組（Robbery-Homicide Division）
- G. W. Bailey（英语：G. W. Bailey） 飾 普隊長（Louie Provenza）

調查警督，與范隊長是工作上的拍擋及私底下的好友
- 安東尼·丹尼生〔安東尼·丹尼生〕 飾 范隊長（Andy Flynn）

調查警督（Detective Lieutanent），與普隊長是工作上的拍擋及私底下的好友
- 米高·保羅·陳 飾演 Michael Tao

調查警督〔Detective Lieutenant〕，專長是電腦與通訊。
- 雷蒙·克魯茲 飾演 Julio Sanchez

調查警探〔Detective〕，墨西哥裔。
- Phillip P. Keene（英语：Phillip P. Keene） 飾演 Buzz Watson

Civilian Surveillance Coordinator
- 喬恩·坦尼 飾 何輝智（Fritz Howard）

FBI特別探員，時常在工作上幫助鍾白蘭；第二季起與鍾白蘭開始同居，兩人在第四季季尾結婚
- Gina Ravera（英语：Gina Ravera） 飾演 Irene Daniels

調查警探〔Detective〕，第一季～第四季。
- 玛丽·麦克唐奈 飾演 Sharon Raydor

警監〔Captain〕，第五季～第七季。

## 外部連結
- 官方网站
- 互联网电影数据库（IMDb）上《真相追擊》的资料（英文）